# Stigmella salicis
Stigmella rolandi là một loài bướm đêm thuộc họ Nepticulidae. Loài này có ở Đức to bán đảo Iberia, Sardinia, Ý và Hy Lạp, và from Pháp to central en miền nam Nga. Nó cũng có mặt ở Cận Đông.
Sải cánh dài 3.7-4.7 mm đối với con đực và 4.1-4.2 mm đối với con cái. Con trưởng thành bay từ early tháng 6 đến đầu tháng 9. There are probably two generations per year.
Ấu trùng ăn Rosa pimpinellifolia, Rosa rugosa và Sanguisorba minor. Chúng ăn lá nơi chúng làm tổ.